# 京橋站 (大阪府)
京橋站（日语：〔〕／〔〕 Kyōbashi eki */?）是三座鄰近的鐵路車站，位於日本大阪府大阪市城東區、都島區，分別屬於西日本旅客鐵道（JR西日本）、京阪電氣鐵道及大阪市高速電氣軌道（大阪地下鐵）。JR西日本大阪環狀線的車站編號是JR-O08，片町線（學研都市線）、JR東西線是JR-H41。京阪電氣鐵道的車站編號是KH04。大阪地下鐵的車站編號是N22。JR西日本的車站象徵花卉是「大波斯菊」。

## 車站構造

### JR西日本
本站的大阪環狀線是側式月台2面2線的高架車站，JR東西線和片町線則是側式月台2面2線的地面車站。

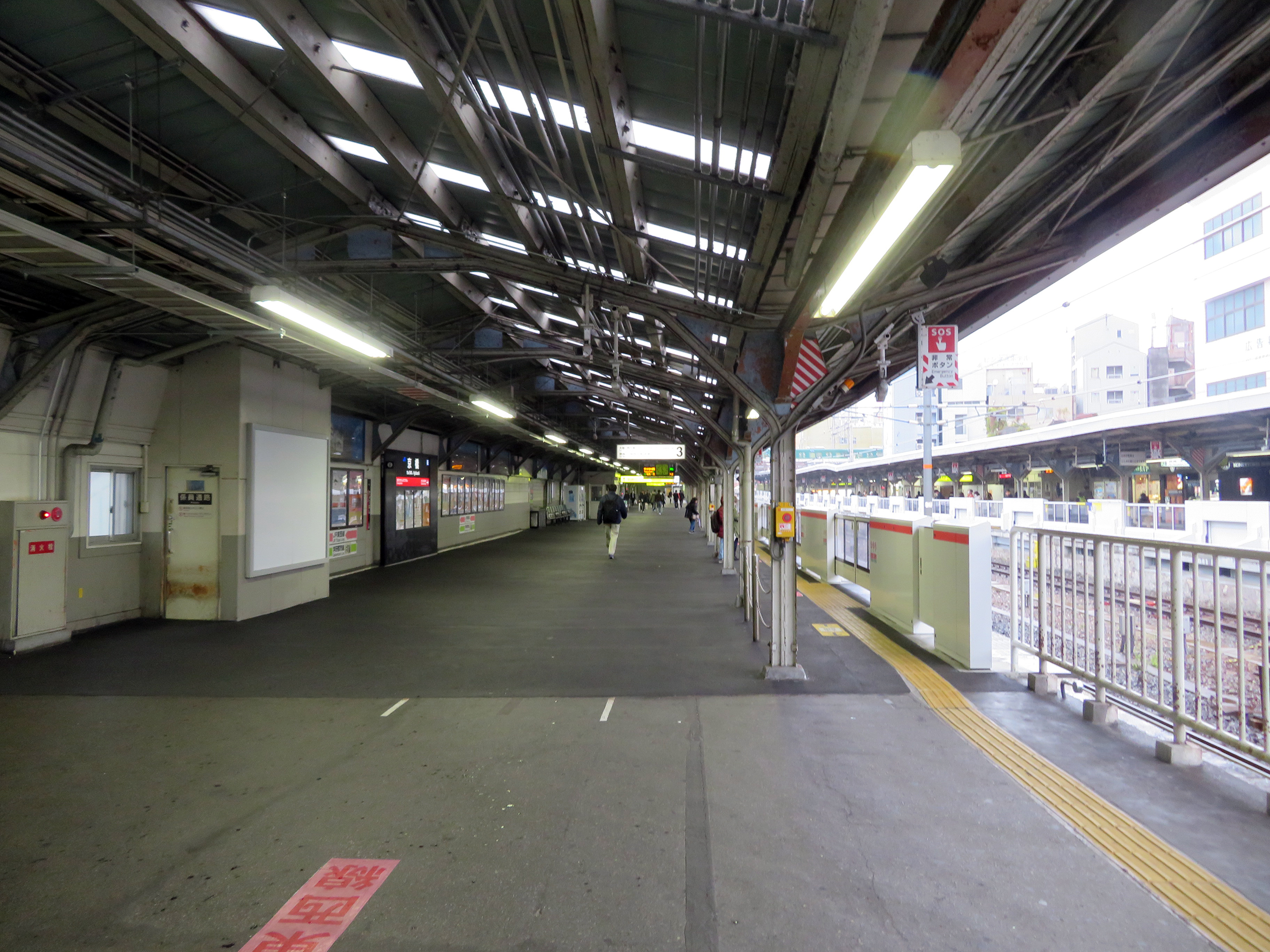
大阪環狀線月台(2020年4月)

#### 月台配置
| 月台 | 路線       | 方向 | 目的地                                              |
| ---- | ---------- | ---- | --------------------------------------------------- |
| 1    | JR東西線   |      | 北新地、尼崎方向                                    |
| 2    | 學研都市線 |      | 四條畷、同志社前方向                                |
| 3    | 大阪環狀線 | 內環 | 大阪、西九條、環球影城、 奈良、關西機場、和歌山方向 |
| 4    | 大阪環狀線 | 外環 | 鶴橋、天王寺方向                                    |

- 大阪環狀線、片町線設有Y字線（引上線、留置線）可供列車回廠。

### 京阪電氣鐵道

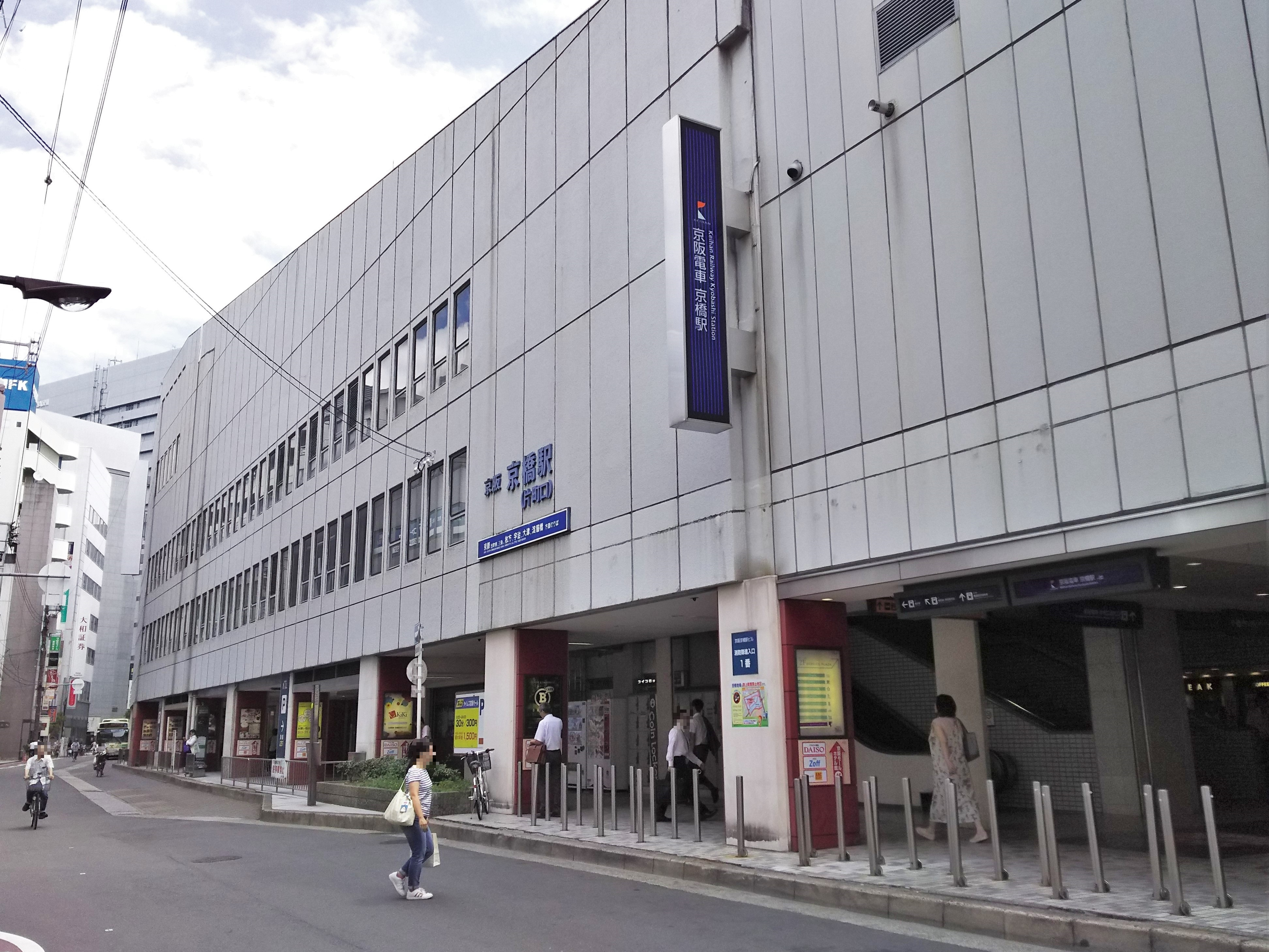
片町出入口(2016年8月)

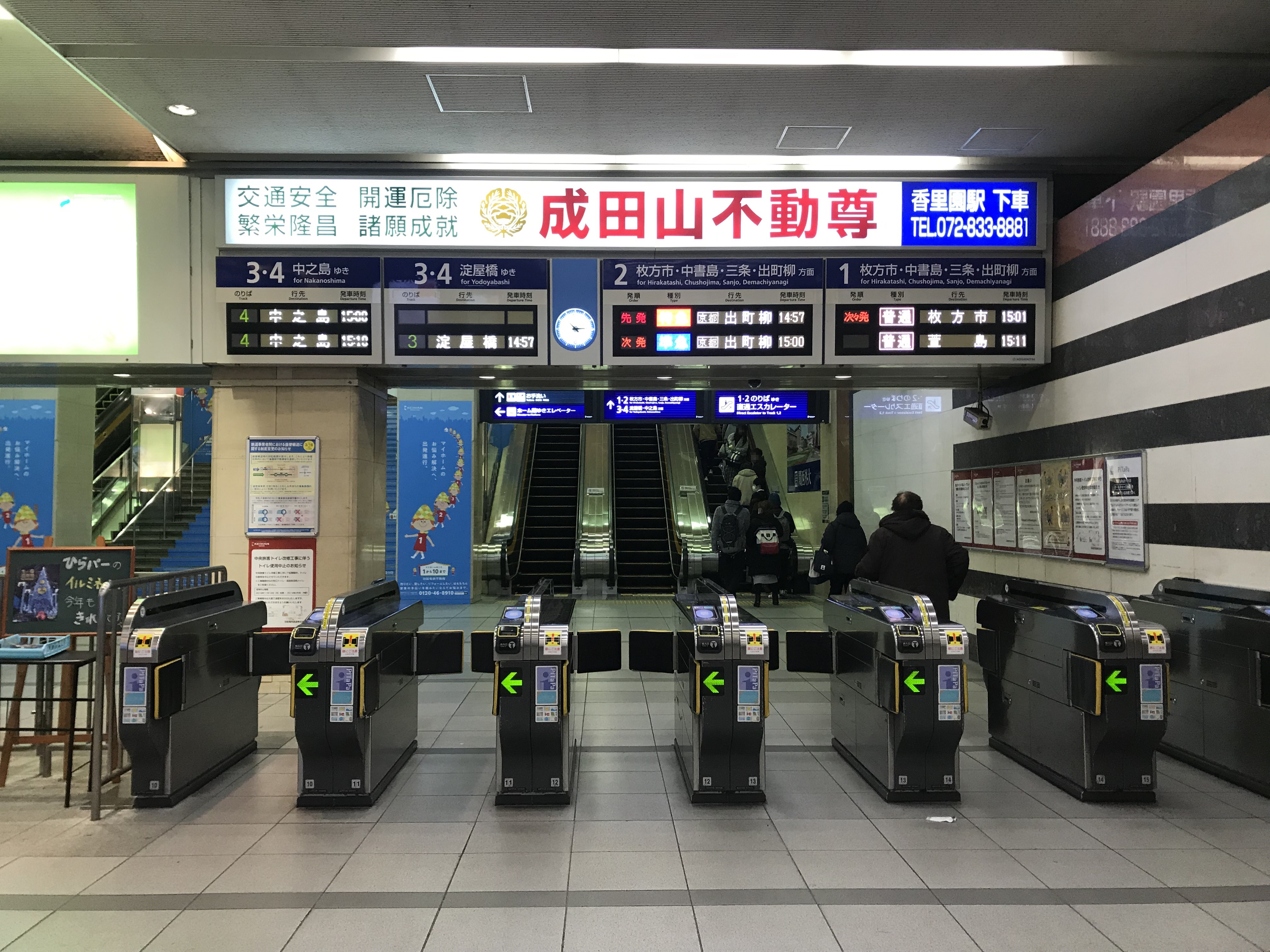
驗票口(2019年2月)

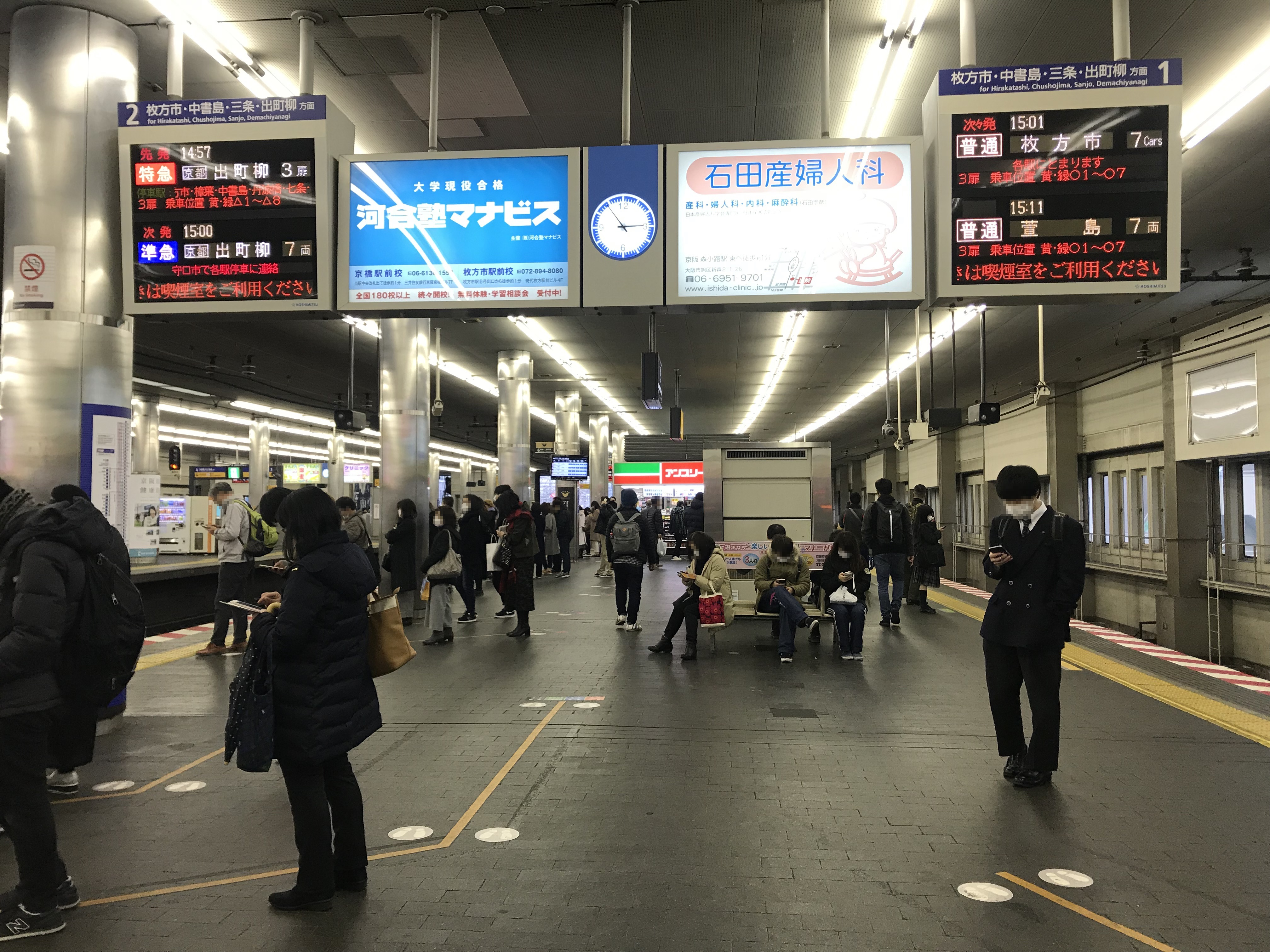
月台(2019年2月)

本站為島式月台2面4線的高架車站。

#### 月台配置
| 月台 | 路線     | 方向 | 目的地                           |
| ---- | -------- | ---- | -------------------------------- |
| 1、2 | 京阪本線 | 上行 | 枚方市、中書島、三條、出町柳方向 |
| 3、4 | 京阪本線 | 下行 | 淀屋橋、中之島方向               |

### 大阪市高速電氣軌道
大阪地下鐵車站位於JR西日本和京阪電氣鐵道車站西北側，離京阪電氣鐵道車站片町口約90公尺。島式月臺1面2線的地下車站。只有1個檢票口。

#### 月台配置
| 月台 | 路線           | 目的地           |
| ---- | -------------- | ---------------- |
| 1    | 長堀鶴見綠地線 | 門真南方向       |
| 2    | 長堀鶴見綠地線 | 心齋橋、大正方向 |

## 利用狀況
- JR西日本 - 2018年度1日平均上車人次為135,294人[利用客数 1]。同公司車站次於大阪站、京都站、天王寺站排行第4位。在JR東西線開業（1997年）以後有一定減少傾向，近年止跌回穩。
- 京阪電氣鐵道 - 2018年度特定日的1日上下車人次為174,959人（上車人次：86,519人，下車人次：88,440人）。同公司車站使用人數最多。
- 大阪市高速電氣軌道 - 2018年11月13日1日上下車人次為35,583人（上車人次：17,860人，下車人次：17,723人）[利用客数 2]。不與其他地下鐵路線接續的長堀鶴見綠地線車站當中使用人數最多。
- 此處的上下車人數合計為1日約47萬人，在大阪市次於梅田站、難波站、天王寺站排行第4位，比東京都的大手町站更多。

各年度1日上車、上下車人次數如下表。
- JR資料為1日平均上車人次。
- 京阪、大阪市高速電氣軌道資料的交通量調查基於特定1日為上下車、上車人次。

| 年度               | JR西日本         | 京阪電氣鐵道 | 京阪電氣鐵道 | 京阪電氣鐵道     | 大阪市高速電氣軌道 | 大阪市高速電氣軌道 | 大阪市高速電氣軌道 | 來源     |
| 年度               | 1日平均 上車人次 | 特定日       | 特定日       | 1日平均 上車人次 | 特定日             | 特定日             | 特定日             | 來源     |
| 年度               | 1日平均 上車人次 | 上下車人次   | 上車人次     | 1日平均 上車人次 | 調查日             | 上下車人次         | 上車人次           | 來源     |
| ------------------ | ---------------- | ------------ | ------------ | ---------------- | ------------------ | ------------------ | ------------------ | -------- |
| 1990年（平成02年） | 166,315          | 231,038      | 114,757      | 122,961          | 11月06日           | 21,702             | 11,095             | [ * 1 ]  |
| 1991年（平成03年） | 154,725          | -            | -            | 138,387          | -                  | -                  | -                  | [ * 2 ]  |
| 1992年（平成04年） | 157,792          | 246,770      | 122,790      | 126,210          | -                  | -                  | -                  | [ * 3 ]  |
| 1993年（平成05年） | 158,254          | -            | -            | 130,961          | -                  | -                  | -                  | [ * 4 ]  |
| 1994年（平成06年） | 158,103          | -            | -            | 129,536          | -                  | -                  | -                  | [ * 5 ]  |
| 1995年（平成07年） | 162,413          | 242,253      | 120,502      | 129,668          | 2月15日            | 27,604             | 13,744             | [ * 6 ]  |
| 1996年（平成08年） | 161,033          | -            | -            | 128,847          | -                  | -                  | -                  | [ * 7 ]  |
| 1997年（平成09年） | 154,563          | -            | -            | 120,359          | -                  | -                  | -                  | [ * 8 ]  |
| 1998年（平成10年） | 147,400          | 209,152      | 100,632      | 115,815          | 11月10日           | 34,233             | 17,386             | [ * 9 ]  |
| 1999年（平成11年） | 145,039          | -            | -            | 106,223          | -                  | -                  | -                  | [ * 10 ] |
| 2000年（平成12年） | 142,881          | 203,302      | 99,327       | 103,709          | -                  | -                  | -                  | [ * 11 ] |
| 2001年（平成13年） | 142,874          | -            | -            | 103,910          | -                  | -                  | -                  | [ * 12 ] |
| 2002年（平成14年） | 139,496          | 198,239      | 97,037       | 101,187          | -                  | -                  | -                  | [ * 13 ] |
| 2003年（平成15年） | 139,577          | 203,855      | 100,150      | 101,497          | -                  | -                  | -                  | [ * 14 ] |
| 2004年（平成16年） | 137,994          | 197,809      | 97,560       | 99,143           | -                  | -                  | -                  | [ * 15 ] |
| 2005年（平成17年） | 138,142          | 197,190      | 97,225       | 98,918           | -                  | -                  | -                  | [ * 16 ] |
| 2006年（平成18年） | 138,091          | 193,794      | 95,031       | 97,942           | -                  | -                  | -                  | [ * 17 ] |
| 2007年（平成19年） | 135,857          | 190,393      | 93,436       | 98,261           | 11月13日           | 32,302             | 16,145             | [ * 18 ] |
| 2008年（平成20年） | 135,158          | 183,788      | 90,571       | 95,988           | 11月11日           | 33,352             | 16,695             | [ * 19 ] |
| 2009年（平成21年） | 130,987          | 181,763      | 89,643       | 93,667           | 11月10日           | 32,231             | 16,118             | [ * 20 ] |
| 2010年（平成22年） | 130,359          | 180,751      | 90,127       | 92,168           | 11月09日           | 31,772             | 15,935             | [ * 21 ] |
| 2011年（平成23年） | 130,355          | 178,805      | 88,447       | 91,775           | 11月08日           | 31,360             | 15,590             | [ * 22 ] |
| 2012年（平成24年） | 130,045          | 181,342      | 89,746       | 91,391           | 11月13日           | 32,344             | 16,163             | [ * 23 ] |
| 2013年（平成25年） | 130,931          | 176,422      | 87,173       | 94,682           | 11月19日           | 31,495             | 15,739             | [ * 24 ] |
| 2014年（平成26年） | 129,700          | 177,292      | 87,533       | 92,839           | 11月11日           | 32,368             | 16,174             | [ * 25 ] |
| 2015年（平成27年） | 130,765          | 177,841      | 87,997       | 92,934           | 11月17日           | 34,096             | 17,097             | [ * 26 ] |
| 2016年（平成28年） | 131,880          | 172,546      | 84,996       | 93,950           | 11月08日           | 34,070             | 17,041             | [ * 27 ] |
| 2017年（平成29年） | 133,799          | 177,408      | 87,703       | 93,888           | 11月14日           | 36,744             | 18,195             | [ * 28 ] |
| 2018年（平成30年） | 135,294          | 174,959      | 86,519       |                  | 11月13日           | 35,583             | 17,860             | [ * 29 ] |

## 歷史
- 1895年(明治28年)10月17日 - 大阪鐵道（現在的大阪環狀線）開業。
- 1900年(明治33年)6月6日 - 大阪鐵道與關西鐵道合併。
- 1907年(明治40年)10月1日 - 關西鐵道轉為國有路線，改名「城東線」。
- 1910年(明治43年)4月15日 - 京阪電氣鐵道蒲生站開業。
- 1912年(明治45年)4月21日 - 片町線的片町站京橋口乘降所開設。
- 1913年(大正2年)11月15日 - 片町站京橋口乘降所昇級成京橋站。
- 1932年(昭和7年)10月 - 蒲生站遷到國鐵站東邊。
- 1949年(昭和24年)10月1日 - 蒲生站更名京橋站。
- 1955年(昭和30年)1月25日 - 片町線雙線化。
- 1961年(昭和36年)4月25日 - 城東線改稱大阪環狀線。
- 1969年(昭和44年)11月30日 - 京阪電氣鐵道車站移動到現址、建成高架化工程。
- 1987年(昭和62年)4月1日 - 國鐵分割民營化，由西日本旅客鐵道繼承。
- 1990年(平成2年)3月20日 - 大阪市營地下鐵車站開業。
- 1997年(平成9年)3月8日 - JR東西線通車。
- 2003年（平成15年）－入選近畿車站百選（第四回）。

## 相鄰車站
西日本旅客鐵道（JR西日本）
 大阪環狀線
■大和路快速、■區間快速、■關空快速、■紀州路快速、■快速、■直通快速、■普通
大阪城公園（JR-O07）－京橋（JR-O08）－櫻之宮（JR-O09）
 學研都市線（片町線）、JR東西線
■快速、■直通快速、■區間快速（全數在JR東西線內各站停車） 
放出（JR-H39）（學研都市線）－京橋（JR-H41）－大阪城北詰（JR-H42）（JR東西線）
■普通
鴫野（JR-H40）（學研都市線）－京橋（JR-H41）－大阪城北詰（JR-H42）（JR東西線）
京阪電氣鐵道
 京阪本線
■快速特急「洛樂」
天滿橋（KH03）－京橋（KH04）－七條（KH37）
□Liner
天滿橋（KH03）－京橋（KH04） -  枚方市（KH21）
■特急
天滿橋（KH03）－京橋（KH04）－枚方市（KH21）
■通勤快急（只限平日下行運行）、■深夜急行（只限上行運行）
天滿橋（KH03）－京橋（KH04）－寢屋川市（KH17）
■通勤準急（只限平日下行運行）
天滿橋（KH03） ← 京橋（KH04） ← 萱島（KH16）
■快速急行、■急行、■準急、■區間急行
天滿橋（KH03）－京橋（KH04）－守口市（KH11）
■普通
天滿橋（KH03）－京橋（KH04）－野江（KH05）
大阪市高速電氣軌道（大阪地下鐵）
 長堀鶴見綠地線
大阪商業務園區（N21）－京橋（N22）－蒲生四丁目（N23）

### 曾經存在的路線
學研都市線（片町線）
京橋－片町

### 利用狀況來源
JR、地下鐵統計資料
1. ↑  データで見るJR西日本2018PDF
2. ↑  路線別乗降人員（2018年11月13日 交通調査）PDF - Osaka Metro

大阪府統計年鑑
1. ↑  大阪府統計年鑑（平成3年）PDF
2. ↑  大阪府統計年鑑（平成4年）PDF
3. ↑  大阪府統計年鑑（平成5年）PDF
4. ↑  大阪府統計年鑑（平成6年）PDF
5. ↑  大阪府統計年鑑（平成7年）PDF
6. ↑  大阪府統計年鑑（平成8年）PDF
7. ↑  大阪府統計年鑑（平成9年）PDF
8. ↑  大阪府統計年鑑（平成10年）PDF
9. ↑  大阪府統計年鑑（平成11年）PDF
10. ↑  大阪府統計年鑑（平成12年）PDF
11. ↑  大阪府統計年鑑（平成13年）PDF
12. ↑  大阪府統計年鑑（平成14年）PDF
13. ↑  大阪府統計年鑑（平成15年）PDF
14. ↑  大阪府統計年鑑（平成16年）PDF
15. ↑  大阪府統計年鑑（平成17年）PDF
16. ↑  大阪府統計年鑑（平成18年）PDF
17. ↑  大阪府統計年鑑（平成19年）PDF
18. ↑  大阪府統計年鑑（平成20年）PDF
19. ↑  大阪府統計年鑑（平成21年）PDF
20. ↑  大阪府統計年鑑（平成22年）PDF
21. ↑  大阪府統計年鑑（平成23年）PDF
22. ↑  大阪府統計年鑑（平成24年）PDF
23. ↑  大阪府統計年鑑（平成25年）PDF
24. ↑  大阪府統計年鑑（平成26年）PDF
25. ↑  大阪府統計年鑑（平成27年）PDF
26. ↑  大阪府統計年鑑（平成28年）PDF
27. ↑  大阪府統計年鑑（平成29年）PDF
28. ↑  大阪府統計年鑑（平成30年）PDF
29. ↑  大阪府統計年鑑（令和元年）PDF

## 外部連結
- 京橋｜車站資訊：JR出門網 - 西日本旅客鐵道
- 京橋 - 京阪電氣鐵道
- 車站Guide：京橋 - Osaka Metro

34°41′51″N 135°32′01″E / 34.6975851070076°N 135.53362522594965°E